# Queilén
Queilén est une commune du Chili de la Province de Chiloé, elle-même située dans la Région des Lacs. La commune est située dans l'archipel de Chiloé. En 2012, la population de la commune s'élevait à 5 211 habitants. La superficie de la commune est de 332 km2 (densité de 16 hab./km²),.

## Situation
Le territoire de la commune de Queilén se répartit entre l'Isla Grande de Chiloé dont elle occupe une faible fraction et la totalité de l'île de Tranquis au sud du Chili. Ces îles donnent sur la mer intérieure (plus précisément dans le golfe de Corcovado) qui se trouve entre l'Isla Grande de Chiloé et le continent. La commune est située à 1 056 kilomètres à vol d'oiseau au sud de la capitale Santiago et à 146 kilomètres au sud-sud-ouest de Puerto Montt capitale de la Région des Lacs.

## Historique
Les espagnols s'implantent sur le territoire de la commune en 1778 en créant Puerto Grille.

Position de Queilén (en rouge) au sein de la Région des Lacs.